# HIVEP3
HIVEP3‏ (Human immunodeficiency virus type I enhancer binding protein 3) هوَ بروتين يُشَفر بواسطة جين HIVEP3 في الإنسان.